# St. Martin (Sasbach am Kaiserstuhl)

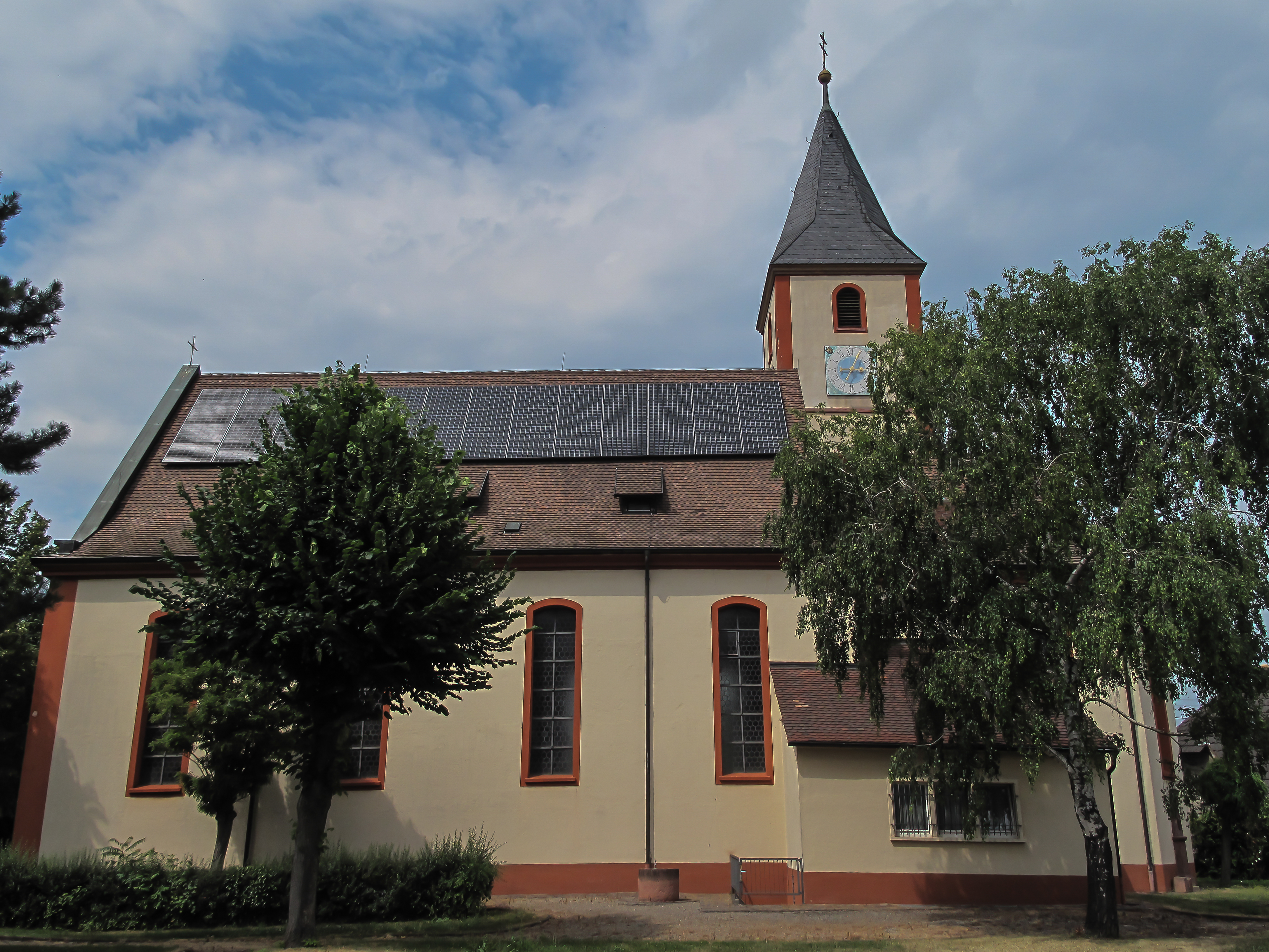
St. Martin in Sasbach

Die römisch-katholische Pfarrkirche St. Martin steht in Sasbach am Kaiserstuhl, einer Gemeinde im Landkreis Emmendingen in Baden-Württemberg. Die Pfarrei gehört zum Dekanat Endingen-Waldkirch im Erzbistum Freiburg. Das Bauwerk ist beim Landesamt für Denkmalpflege Baden-Württemberg als Baudenkmal eingetragen.

## Beschreibung
Die 1740 errichtete Saalkirche  besteht aus einem Langhaus, einem eingezogenen, dreiseitig geschlossenen Chor im Osten, einem Chorflankenturm, der ein Chorturm eines mittelalterlichen Vorgängerbaus war, an der Nordwand und der Sakristei an der Südwand des Chors. Im dritten Geschoss des Chorflankenturms befinden sich an einer Seite zwei Gaffköpfe, die bereits stark zerstört sind. Das vierte Geschoss beherbergt die Turmuhr und den Glockenstuhl, in dem vier Kirchenglocken hängen.
Die Orgel wurde 1857/58 von Orgelbau Hieber & Schumacher aus Engen für die katholische Kirche St. Martin in Seefelden bei Uhldingen gebaut. 1894 wurde sie als Opus 74 von Wilhelm Schwarz & Sohn in der Martinskirche Sasbach aufgestellt. Dabei wurde sie um ein zwölftes Register erweitert. 1917 mussten die Prospektpfeifen zur Rüstungsproduktion abgegeben werden, sie wurden 1926 durch Zinkpfeifen ersetzt. 1989 wurde die Orgel durch die Manufaktur Mönch Orgelbau aus Überlingen restauriert. Sie verfügt über zwölf Register auf zwei Manualen und Pedal.